# تئاتر نیل سایمون
تئاتر نیل سایمون (انگلیسی: Neil Simon Theatre) با نام اصلی سالن تئاتر الوین، سالن نمایشی متعلق به سازمان نیدرلاندر در شهر نیویورک، آمریکا است.
این تئاتر که در سال ۱۹۲۷ تأسیس شده در منطقه تئاتر برادوی قرار دارد و دارای ۱٬۳۶۲ نفر ظرفیت است.